# Somatia sophiston
Somatia sophiston är en tvåvingeart som beskrevs av Steyskal 1958. Somatia sophiston ingår i släktet Somatia och familjen Somatiidae. Inga underarter finns listade i Catalogue of Life.